# PIERROT (GENERATIONS單曲)
《PIERROT》是日本音樂團體GENERATIONS的第13张单曲，於2016年11月16日由rhythm zone发售。

## 概要
- A面曲《PIERROT》為朝日電視台「お願い!ランキング」2016年11月份片尾曲、遊戲《精靈寶可夢 太陽／月亮》的電視廣告歌曲和BOURBON《Fettuccine橡皮糖》的電視廣告歌曲。
- 與前作相同，此單曲收錄了上一張單曲的英語版本。
- 此單曲有2個版本，分別有「CD+DVD」和「CD ONLY」。「CD+DVD」收錄了《PIERROT》的Music Video。
- 在11月28日於公信榜单曲週排行榜取得第2位。

## 收錄内容

### CD
1. PIERROT
（作詞：小竹正人、作曲：Chris Meyer・Kevin Charge）
2. SOUND OF LOVE
（作詞：和田昌哉、作曲：Mats Lie Skare・Chris Hope・SHIKATA）
3. PIERROT (Instrumental)
4. SOUND OF LOVE (Instrumental)
5. 涙（English version）

### DVD
1. PIERROT（Music Video）

## 外部連結
- YouTube上的PIERROT